# خيفود حلو
خيفود حلو (الاسم العلمي:Eciton dulcium) هو نوع من النمل يتبع جنس الخيفود من أسرة الخيفوداوات.